# 1775年の相撲
1775年の相撲（1775ねんのすもう）は、1775年の相撲関係のできごとについて述べる。

## 本場所など
- 3月場所（江戸相撲）[1]
  - 興行場所:深川八幡宮境内
  - 4月21日（旧3月22日）より晴天4日間興行（当初は8日間）
- 7月場所（大坂相撲）[1]
  - 興行場所:堀江
  - 晴天10日間興行
- 8月場所（京都相撲）[1]
  - 興行場所:二条川東
  - 9月13日（旧8月19日）より10日間興行
- 10月場所（江戸相撲）[2]
  - 興行場所:深川八幡宮境内
  - 11月9日（旧10月17日）より晴天9日間興行（番付上は8日間）